# 山崎慎太郎
山崎 慎太郎（やまさき しんたろう、1966年5月19日 - ）は、和歌山県新宮市出身の元プロ野球選手（投手、右投左打）、野球解説者。

## 経歴
新宮市熊野地で育った。新宮市立王子小学校5年生の時に「新宮スポーツ少年団」に入団して野球を始め、新宮市立城南中学校では投手として紀南大会で優勝を果たした。和歌山県立新宮高等学校に進学すると建築科に在籍し、野球部では投手として3年生でエースになる。高校時代は甲子園への出場こそできなかったが、3年生だった1984年5月には和歌山県の高校球界の王者として君臨していた箕島高校との練習試合で嶋田章弘と投げ合い、2対0で勝利投手になる。また春季大会でも箕島の杉本正志と投げ合い、5対4で勝利している。
1984年のプロ野球ドラフト会議で近鉄バファローズから3位指名を受けて入団。同会議では嶋田は阪神タイガースから、杉本は広島東洋カープからそれぞれ1位指名されており、山崎は彼らへの対抗意識を燃やしつつ、江川卓のような球速140 km/hの速球で三振を取れる投手を目標にしていた。一方の杉本も山崎の投球テンポの速さ、カーブの質の良さを高く評価していた。背番号は39。
1986年にアメリカのルーキーリーグへの野球留学を経験。
1987年5月の南海戦で一軍初登板を果たし、9月1日の日本ハム戦でプロ初先発、9月15日の阪急戦を9回1失点で完投し初勝利を挙げる。
1988年には一軍に定着すると13勝を挙げ主力投手として活躍。同年「10.19」への望みをつなぐ、10月18日のロッテ戦での勝利投手となる。
1989年は10月12日のダブルヘッダーでラルフ・ブライアントが「奇跡の4連発」を放つ前の西武戦でも勝利投手になっており、開幕投手や3度の二桁勝利を挙げるなど野茂英雄、髙村祐、赤堀元之、小池秀郎らと90年代前半の近鉄を支える主力選手として活躍した。なお、1988年から2年間近鉄の一軍投手コーチだった権藤博は、山崎を「西武戦が得意な投手だった」と著書の中で記している。
仰木彬退任後の1993年に監督就任した鈴木啓示は、前年には主にリリーフとしての役割が多かった山崎を先発として粘り強く起用。山崎自身もその期待に応える形で5年ぶりに勝ち越し(9勝5敗)を果たし、3年ぶりに規定投球回数もクリアした。
1994年には22試合全てに先発として登板。成績も10完投、リーグ最多となる3完封、チーム最多勝となる12勝と最多投球回数(179.2回)を記録するなどエースとしての活躍を見せ、オールスターにも選出される。
1995年には自身初の開幕投手を務めシーズンを通してローテーションを守るも、防御率、勝ち星共に前年を下回る成績となり、勝ち星は負け越しを記録。
1996年には更に成績は下降し8勝13敗と大きく負け越し、防御率も４点台でシーズンを終えた。
1997年、左アキレス腱を痛めたことなどにより登板数も激減し僅か3勝に終わる。同年オフにFA宣言したが、なかなか獲得の意思を示す球団が現れず、その中で当時のダイエー監督の王貞治が「彼はまだ十分に2桁勝利できる」と期待を寄せて呼びかけたことから、FA規定に定められている期間ギリギリで福岡ダイエーホークスに移籍。
1998年、開幕四戦目の対西武2回戦に先発したが、2回途中4失点で降板すると即二軍落ち。7月半ばに一軍復帰し古巣近鉄戦に先発したが、ここでも4回途中7失点で降板し崖っぷちに立たされたが、次の対オリックス16回戦に先発し5回1失点(自責点無し)で移籍後初勝利すると、オールスター明け対ロッテ18回戦では7回無失点で2勝目と復調したかに見えたが、8月6日の首位日本ハム19回戦で2回途中6失点でノックアウトされ二軍落ちとなりこの年の一軍登板は終わった。
1999年にはチームはリーグ優勝・日本一になったが、自身はオフに右の勝ち頭の武田一浩がFA移籍したことにより先発投手して期待され開幕5戦目に先発したが5回途中6失点でノックアウトで即二軍落ち。これがホークスでの最後の一軍登板に終わり、この年の5月に急性胆嚢炎と胆石の手術を受けたこともあって自己ワーストの成績でプロ入り初の一軍未勝利に終わりオフに解雇される。
2000年、阪神の入団テストは不合格だったが、近鉄時代チームメイトだった清川栄治が当時投手コーチを務めていた広島に誘われて入団テストを受けて合格、広島東洋カープに入団する。先発からリリーフまでこなし、一時は抑えも任せられ自己最多の6セーブを記録するなど復活の気配を見せたものの、夏場以降はチームの低迷から若手主体の起用に変わったことで登板機会が無くなり、再び解雇される。
2001年、ヤクルトや古巣の近鉄の入団テストは不合格だったが、かつての恩師である仰木彬監督率いるオリックス・ブルーウェーブに合格してテスト入団し、中継ぎとして自己最多の47試合に登板する。
2002年は監督が仰木から石毛宏典に変わり登板機会が激減。同年限りで現役を引退した。
2003年はオリックスの打撃投手としてチームを裏で支えたが、イップスを発症する。その後はJ SPORTSでオリックス戦の解説を務めながら茨城ゴールデンゴールズの投手コーチを経て、天理大学硬式野球部や天理高等学校硬式野球部の臨時コーチを務めた。
現在は「ブリスフィールド東大阪 スポーツアカデミー」の投手コーチを務め、少年野球指導を行っている。2022年、NHKの連続テレビ小説「カムカムエヴリバディ」の野球指導を担当、スタッフロールにクレジットされている。

## 選手としての特徴
通称「ミスターフルカウント」。コントロールに対する評価は高いとは言えず、球速よりも、一人時間差投法（現在で言う2段モーションに近い）で微妙に打者のタイミングを外したり、打者の打ち気を読んでの頭脳的なピッチングで活躍した。

## 人物
「寝ていようと思えばいつまでも寝られる」体質を自称している。そのため近鉄時代には寝坊で試合に遅刻することもあり、「ナイターの試合に寝坊して、試合開始後に球場に姿を現した」こともあったという。
高校では建築科で、野球選手にならなければ建築技師を目指していたという。またプロ入り後も、将来は貯金して自分の書いた設計図通りの家を建てたいと語っていた。
家族は両親と1歳年下の妹との4人家族で、実家は自営業だった。

## 詳細情報

### 年度別投手成績
| 年 度      | 球 団      | 登 板 | 先 発 | 完 投 | 完 封 | 無 四 球 | 勝 利 | 敗 戦 | セ 丨 ブ | ホ 丨 ル ド | 勝 率 | 打 者 | 投 球 回 | 被 安 打 | 被 本 塁 打 | 与 四 球 | 敬 遠 | 与 死 球 | 奪 三 振 | 暴 投 | ボ 丨 ク | 失 点 | 自 責 点 | 防 御 率 | W H I P |
| ---------- | ---------- | ----- | ----- | ----- | ----- | -------- | ----- | ----- | -------- | ----------- | ----- | ----- | -------- | -------- | ----------- | -------- | ----- | -------- | -------- | ----- | -------- | ----- | -------- | -------- | ------- |
| 1987       | 近鉄       | 12    | 6     | 2     | 0     | 1        | 1     | 4     | 0        | --          | .200  | 202   | 45.1     | 52       | 3           | 19       | 1     | 3        | 23       | 2     | 0        | 20    | 18       | 3.57     | 1.57    |
| 1988       | 近鉄       | 25    | 23    | 4     | 1     | 0        | 13    | 7     | 0        | --          | .650  | 701   | 168.1    | 146      | 15          | 67       | 2     | 8        | 100      | 3     | 0        | 63    | 58       | 3.10     | 1.27    |
| 1989       | 近鉄       | 26    | 25    | 5     | 1     | 0        | 9     | 10    | 1        | --          | .474  | 710   | 165.0    | 174      | 17          | 69       | 1     | 5        | 90       | 0     | 0        | 85    | 69       | 3.76     | 1.47    |
| 1990       | 近鉄       | 25    | 24    | 7     | 0     | 0        | 8     | 10    | 0        | --          | .444  | 647   | 145.1    | 156      | 18          | 76       | 2     | 3        | 89       | 5     | 0        | 90    | 85       | 5.26     | 1.60    |
| 1991       | 近鉄       | 28    | 15    | 3     | 0     | 0        | 5     | 9     | 0        | --          | .357  | 448   | 102.0    | 105      | 10          | 43       | 0     | 4        | 58       | 1     | 1        | 60    | 52       | 4.59     | 1.45    |
| 1992       | 近鉄       | 29    | 2     | 0     | 0     | 0        | 2     | 2     | 2        | --          | .500  | 241   | 54.0     | 61       | 4           | 25       | 1     | 3        | 46       | 2     | 0        | 24    | 21       | 3.50     | 1.59    |
| 1993       | 近鉄       | 22    | 22    | 3     | 1     | 1        | 9     | 5     | 0        | --          | .643  | 569   | 131.2    | 140      | 15          | 49       | 0     | 1        | 55       | 4     | 0        | 61    | 55       | 3.76     | 1.44    |
| 1994       | 近鉄       | 27    | 27    | 10    | 3     | 2        | 12    | 10    | 0        | --          | .545  | 772   | 179.2    | 182      | 13          | 65       | 4     | 2        | 85       | 3     | 0        | 87    | 68       | 3.41     | 1.37    |
| 1995       | 近鉄       | 27    | 27    | 9     | 1     | 1        | 10    | 12    | 0        | --          | .455  | 798   | 183.2    | 186      | 14          | 76       | 2     | 4        | 120      | 8     | 0        | 90    | 77       | 3.77     | 1.43    |
| 1996       | 近鉄       | 25    | 25    | 7     | 3     | 0        | 8     | 13    | 0        | --          | .381  | 722   | 167.0    | 159      | 19          | 73       | 3     | 4        | 107      | 6     | 1        | 87    | 77       | 4.15     | 1.39    |
| 1997       | 近鉄       | 8     | 8     | 0     | 0     | 0        | 3     | 4     | 0        | --          | .429  | 196   | 40.1     | 64       | 8           | 18       | 0     | 2        | 18       | 3     | 0        | 36    | 35       | 7.81     | 2.03    |
| 1998       | ダイエー   | 5     | 5     | 0     | 0     | 0        | 2     | 3     | 0        | --          | .400  | 96    | 18.1     | 31       | 1           | 10       | 0     | 1        | 8        | 0     | 0        | 20    | 18       | 8.84     | 2.24    |
| 1999       | ダイエー   | 1     | 1     | 0     | 0     | 0        | 0     | 1     | 0        | --          | .000  | 20    | 4.1      | 6        | 0           | 2        | 0     | 0        | 1        | 0     | 0        | 6     | 6        | 12.46    | 1.85    |
| 2000       | 広島       | 25    | 3     | 0     | 0     | 0        | 2     | 2     | 6        | --          | .500  | 169   | 37.0     | 50       | 4           | 15       | 0     | 2        | 22       | 0     | 0        | 21    | 21       | 5.11     | 1.76    |
| 2001       | オリックス | 47    | 0     | 0     | 0     | 0        | 3     | 0     | 0        | --          | 1.000 | 239   | 49.2     | 58       | 7           | 29       | 1     | 4        | 27       | 1     | 0        | 32    | 30       | 5.44     | 1.75    |
| 2002       | オリックス | 7     | 0     | 0     | 0     | 0        | 0     | 0     | 0        | --          | ----  | 41    | 8.1      | 13       | 2           | 5        | 0     | 1        | 3        | 0     | 0        | 9     | 9        | 9.72     | 2.16    |
| 通算：16年 | 通算：16年 | 339   | 213   | 50    | 10    | 5        | 87    | 92    | 9        | --          | .486  | 6571  | 1500.0   | 1583     | 150         | 641      | 17    | 47       | 852      | 38    | 2        | 791   | 699      | 4.19     | 1.48    |

- 各年度の太字はリーグ最高

### 記録
初記録
- 初登板：1987年5月28日、対南海ホークス4回戦（日生球場）、9回表に3番手として救援登板・完了、1回無失点
- 初奪三振：同上、9回表に森脇浩司から
- 初先発：1987年9月1日、対日本ハムファイターズ21回戦（日生球場）、2回2/3を3失点で敗戦投手
- 初勝利・初完投勝利：1987年9月15日、対阪急ブレーブス23回戦（阪急西宮球場）、9回1失点
- 初完封勝利：1988年5月27日、対西武ライオンズ9回戦（藤井寺球場）
- 初セーブ：1989年10月7日、対日本ハムファイターズ25回戦（藤井寺球場）、8回表に3番手として救援登板・完了、2回無失点

節目の記録
- 1000投球回：1995年4月8日、対千葉ロッテマリーンズ2回戦（千葉マリンスタジアム）、2回裏2死目に達成　※史上258人目
- 1500投球回：2002年10月2日、対福岡ダイエーホークス27回戦（グリーンスタジアム神戸）、9回表3死目に鳥越裕介の盗塁死により達成　※史上150人目

その他の記録
- オールスターゲーム出場：1回 （1994年）

### 背番号
- 39 （1985年 - 1988年）
- 15 （1989年 - 1997年）
- 21 （1998年 - 1999年）
- 17 （2000年）
- 40 （2001年 - 2002年）
- 101 （2003年）

## 関連情報

### 出演番組
- J SPORTS STADIUM